# Raymond Lahey
Raymond John Lahey (ur. 29 maja 1940 w Saint John's, zm. 10 kwietnia 2022 w Montrealu) – kanadyjski duchowny rzymskokatolicki, w latach 2003–2009 biskup Antigonish.

## Życiorys
Święcenia kapłańskie przyjął 13 czerwca 1963. Inkardynowany do archidiecezji Saint John's, był wykładowcą na miejscowym uniwersytecie. W 1981 został wikariuszem generalnym archidiecezji.
5 lipca 1986 został prekonizowany biskupem Saint George’s. Sakrę biskupią otrzymał 3 sierpnia 1986. 5 kwietnia 2003 został mianowany biskupem Antigonish, ingres odbył się 12 czerwca.
We wrześniu 2009, w czasie kontroli na lotnisku, służba graniczna znalazła na jego komputerze kilkaset zdjęć o charakterze pedofilskim. W następstwie tej sytuacji złożył rezygnację z urzędu, przyjętą 26 września przez Benedykta XVI. W wyniku postępowania karnego Lahey został w styczniu 2012 skazany na 15 miesięcy więzienia, zaś Stolica Apostolska wydaliła go 16 marca 2012 ze stanu duchownego (informację podano 2 miesiące później).